# Voleibol en los Juegos Bolivarianos de 2009
El voleibol en los Bolivarianos de Sucre 2009 compuesto con dos torneos, uno masculino y otro femenino.

## Medallero
| Núm. | País      | Oro | Plata | Bronce | Total |
| ---- | --------- | --- | ----- | ------ | ----- |
| 1    | Perú      | 1   | 1     | 0      | 2     |
| 1    | Venezuela | 1   | 1     | 0      | 2     |
| 2    | Bolivia   | 0   | 0     | 2      | 2     |

## Torneo masculino

### Equipos participantes
| Equipos participantes | Equipos participantes | Equipos participantes | Equipos participantes |
| --------------------- | --------------------- | --------------------- | --------------------- |
| Bolivia               | Ecuador               | Perú                  | Venezuela             |

#### Partidos
| Encuentro           | Resultado |
| ------------------- | --------- |
| Perú - Venezuela    | 0-3       |
| Bolivia - Ecuador   | 3-0       |
| Venezuela - Ecuador | 3-0       |
| Bolivia - Perú      | 1-3       |
| Perú - Ecuador      | 3-0       |
| Bolivia - Venezuela | 0-3       |

### Posición finales
| Pos | Equipo    | PJ | PG | PP | SG | SP | PTS |
| --- | --------- | -- | -- | -- | -- | -- | --- |
| 1   | Venezuela | 3  | 3  | 0  | 9  | 0  | 9   |
| 2   | Perú      | 3  | 2  | 1  | 6  | 4  | 6   |
| 3   | Bolivia   | 3  | 1  | 2  | 4  | 6  | 3   |
| 4   | Ecuador   | 3  | 0  | 3  | 0  | 9  | 0   |

## Torneo femenino

### Equipos participantes
| Equipos participantes | Equipos participantes | Equipos participantes | Equipos participantes |
| --------------------- | --------------------- | --------------------- | --------------------- |
| Bolivia               | Ecuador               | Perú                  | Venezuela             |

#### Partidos
| Encuentro           | Resultado |
| ------------------- | --------- |
| Perú - Ecuador      | 3-0       |
| Bolivia - Venezuela | 1-3       |
| Bolivia - Perú      | 0-3       |
| Venezuela - Ecuador | 3-0       |
| Bolivia - Ecuador   | 3-0       |
| Perú - Venezuela    | 3-2       |

### Posición finales
| Pos | Equipo    | PJ | PG | PP | SG | SP | PTS |
| --- | --------- | -- | -- | -- | -- | -- | --- |
| 1   | Perú      | 3  | 3  | 0  | 9  | 2  | 9   |
| 2   | Venezuela | 3  | 2  | 1  | 8  | 4  | 6   |
| 3   | Bolivia   | 3  | 1  | 2  | 4  | 6  | 3   |
| 4   | Ecuador   | 3  | 0  | 3  | 0  | 9  | 0   |